# Üüreg nuur
Üüreg nuur (mong. Үүрэг нуур) – słone jezioro bezodpływowe w północno-zachodniej Mongolii, w ajmaku uwskim, w pobliżu granicy z Rosją.
Jezioro o powierzchni 239 km², długości do 19 km i szerokości do 18 km. Leży na wysokości 1426 m n.p.m. Zasilane wodami rzeki Charigijn gol.